# Скарпони, Микеле
Мике́ле Скарпо́ни (итал. Michele Scarponi; 25 сентября 1979; Ези, Италия — 22 апреля 2017; Филоттрано, Италия) — итальянский профессиональный шоссейный велогонщик, выступавший за команду Astana Pro Team.
До 2010 года преимущественно выступал за итальянские команды континентального уровня, лучшими его результатами на этом отрезке карьеры стали победы на этапах Джиро д’Италия и победа на Тиррено-Адриатико 2009 .
В 2011 году Микеле подписал контракт с командой ПроТура Lampre-ISD. Через несколько месяцев занял второе место в генеральной классификации Джиро д’Италия 2011, а позже был признан победителем гонки из-за дисквалификации Альберто Контадора. На Джиро д’Италия 2012 Скарпони пытался защитить свой титул, но в итоге стал лишь 4-м. Перед Тур де Франс 2012 считался одним из фаворитов гонки, однако из-за накопившейся общей усталости стал лишь 24-м в генеральной классификации. Лучшим результатом спортсмена на том Туре стало второе место на 10-м этапе после затяжного отрыва.
17 апреля 2017 года выиграл первый этап Альпийского Тура, занял в общем зачёте гонки четвёртое место. После последнего этапа, который прошел 21 апреля, вернулся домой в Филоттрано для подготовки к Джиро д’Италия, на которой должен был стать капитаном команды.
На следующее утро, 22 апреля 2017 года, трагически погиб в ДТП; он выехал на тренировку на велосипеде и был сбит микроавтобусом. У него осталась жена и двое детей.
В память о Скарпони Astana Pro Team выставила на «Джиро д'Италия»-2017 команду из восьми велогонщиков вместо девяти .

## Статистика выступлений

### Гранд Туры
| Гранд Тур       | 2002 | 2003 | 2004 | 2005 | 2006 | 2007 | 2008 | 2009 | 2010 | 2011 | 2012 | 2013 | 2014 | 2015 | 2016 |
| --------------- | ---- | ---- | ---- | ---- | ---- | ---- | ---- | ---- | ---- | ---- | ---- | ---- | ---- | ---- | ---- |
| Джиро д'Италия  | 18   | 16   | —    | 47   | DNF  | —    | —    | 31   | 4    | 1    | 4    | 4    | DNF  | —    | 16   |
| Тур де Франс    | —    | —    | 32   | —    | —    | —    | —    | —    | —    | —    | 24   | —    | 49   | 41   | —    |
| Вуэльта Испании | —    | 13   | —    | 11   | —    | —    | —    | —    | —    | DNF  | —    | 15   | —    | —    | 11   |

- Тур де Франс
  - Участие:4
    - 2004: 32
    - 2012: 24
    - 2014: 49
    - 2015: 41

- Джиро д'Италия
  - Участие:11
    - 2002: 18
    - 2003: 16
    - 2005: 47
    - 2006: сход
    - 2009: 32; Победа на этапах 6 и 18
    - 2010: 4; Победа на этапе 19
    - 2011:  Победитель Генеральной классификации;  Победитель Очковой классификации.
    - 2012: 4
    - 2013: 4
    - 2014: сход на этапе 16
    - 2016: 16

- Вуэльта Испании
  - Участие:5
    - 2003: 13
    - 2005: 11
    - 2011: сход на 14 этапе
    - 2013: 15
    - 2016: 11

### Чемпионаты
| Соревнование     | Соревнование | 2009 | 2010 | 2011 | 2012 | 2013 | 2014 | 2015 | 2016 |
| Чемпионат мира   | RR           | DNF  | —    | —    | —    | 16   | —    | —    | —    |
| Чемпионат Италии | RR           | —    | —    | —    | 6    | 2    | 11   | DNF  | —    |

### Многодневки
| Гонка               | 2005 | 2006 | 2007 | 2008 | 2009 | 2010 | 2011 | 2012 | 2013 | 2014 | 2015 | 2016 | 2017 |
| Париж — Ницца       | —    | —    | —    | —    | —    | —    | —    | —    | 30   | —    | —    | —    | —    |
| Тиррено — Адриатико | 60   | 57   | 9    | —    | 1    | 2    | 3    | 7    | —    | 9    | 23   | DNF  | 15   |
| Вуэльта Каталонии   | 80   | —    | —    | —    | —    | —    | 1    | —    | 3    | —    | —    | —    | —    |
| Тур Страны Басков   | —    | —    | —    | —    | —    | —    | —    | 8    | —    | —    | 6    | —    | —    |
| Тур Романдии        | —    | 66   | —    | —    | —    | —    | —    | —    | —    | —    | 11   | —    | —    |
| Критериум Дофине    | —    | —    | —    | —    | —    | —    | —    | —    | —    | —    | 27   | —    | —    |
| Тур Швейцарии       | —    | 40   | —    | —    | —    | —    | —    | —    | 21   | —    | —    | 27   | —    |
| Тур Польши          | —    | —    | —    | —    | —    | —    | DNF  | —    | 45   | —    | —    | —    | —    |

### Монументальные однодневки
| Гонка                 | 2003 | 2004 | 2005 | 2006 | 2007 | 2008 | 2009 | 2010 | 2011 | 2012 | 2013 | 2014 | 2015 | 2016 | 2017 |
| --------------------- | ---- | ---- | ---- | ---- | ---- | ---- | ---- | ---- | ---- | ---- | ---- | ---- | ---- | ---- | ---- |
| Милан — Сан-Ремо      | —    | —    | 133  | —    | —    | —    | 46   | 30   | 6    | —    | —    | —    | 21   | —    | —    |
| Тур Фландрии          | —    | —    | —    | —    | —    | —    | —    | —    | —    | —    | —    | —    | —    | —    | —    |
| Париж — Рубе          | —    | —    | —    | —    | —    | —    | —    | —    | —    | —    | —    | —    | —    | —    | —    |
| Льеж — Бастонь — Льеж | 4    | 7    | —    | —    | —    | —    | 34   | —    | —    | 8    | 5    | —    | 41   | —    | —    |
| Джиро ди Ломбардия    | —    | —    | DNF  | —    | —    | —    | 86   | 2    | —    | —    | DNF  | DNF  | DNF  | —    | —    |

### Победы на этапах и классификации
2001
1-й — Мемориал Данило Фурлана
1-й на этапе 5 — Джиро дель Реджони
2002
1-й на этапе 4 — Джиро дель Трентино
1-й на этапе 3b (ITT) — Неделя Ломбардии
2003
1-й — Гран-при Фреда Менгони
3-й — Джиро д'Абруцци
1-й  Очковая классификация
1-й на этапе 3
2004
1-й  Генеральная классификация — Велогонка Мира
1-й на этапах 4,6 и 7
1-й  Генеральная классификация — Неделя Ломбардии
1-й  Очковая классификация
1-й  Горная классификация
1-й на этапах 1,2 и 4
1-й на этапе 4 — Неделя Коппи и Бартали
2007
1-й  Генеральная классификация — Неделя Коппи и Бартали
1-й на этапе 2
2009
1-й на этапах 6 и 18 — Джиро д'Италия
1-й  Генеральная классификация — Тиррено — Адриатико
1-й на этапе 6
2010
1-й  Генеральная классификация — Неделя Ломбардии
1-й в Прологе
1-й на этапе 4 — Тиррено — Адриатико
1-й на этапе 19 — Джиро д'Италия
2011
1-й  Генеральная классификация — Джиро д'Италия
1-й  Очковая классификация
1-й  Генеральная классификация — Вуэльта Каталонии
1-й на этапе 3
1-й  Генеральная классификация — Джиро дель Трентино
1-й на этапе 4 — Тиррено — Адриатико
1-й на этапе 5 — Джиро дель Сардиния
2013
1-й — Гран-при Коста Этруски
2015
1-й на этапе 2 (ТТТ) — Вуэльта Бургоса
2016
1-й на этапе 1 (ТТТ) — Джиро дель Трентино
1-й на этапе 2 (ТТТ) — Вуэльта Бургоса
2017
1-й на этапе 1 — Джиро дель Трентино